# 유재명
유재명(劉宰明, 1973년 6월 3일~)은 대한민국의 배우이다.
부산대학교 극예술연구회 출신으로 1997년 극단 ‘열린무대’에 입단, 연극 ‘서툰 사람들’로 데뷔하며 15년가량 부산 연극판에서 활약했다. 극단 ‘열린무대’의 전용 극장인 ‘열린소극장’을 폐관 위기에서 구해내고자 당시 젊은 연극인들이 결성한 ‘열린소극장 예술공동체(열린 공동체)’ 활동을 했고 2004년 극단 ‘배우, 관객, 그리고 공간(배관공)’을 창단했다.2005년 독일 극작가 뒤렌마트의 《멸망과 새로운 생명》을 국내 초연했다.
《바람》에서 1인 2역 연기를 눈여겨 본 《응답하라 1988》 연출자 신원호 PD에게 발탁되었다.

## 학력
- 양정고등학교 (졸업)
- 부산대학교 생명공학과 (학사)

## 출연작

### 영화
- 2001년 영화 《흑수선》 ... 탈출포로들 역
- 2005년 영화 《연애》 ... 어진 남편 역
- 2005년 영화 《청연》 ... 헌병수사관 2 역
- 2005년 영화 《돼지들》
- 2006년 영화 《사생결단》 ... 감천항 경찰 1 역
- 2007년 영화 《눈부신 날에》 ... 수술실 의사 역
- 2008년 영화 《무방비도시》 ... 감식반 역
- 2009년 영화 《바람》 ... 과외/문학종 선생 역
- 2009년 영화 《모든 곳에서》
- 2009년 영화 《손에 반하다》
- 2011년 영화 《범죄와의 전쟁: 나쁜놈들 전성시대》 ... 팀원 1 역
- 2011년 영화 《히트》 ... 하나 역
- 2012년 영화 《미쓰GO》
- 2012년 영화 《이방인들》 ... 형사 역
- 2012년 영화 《자칼이 온다》 ... 시의원 역
- 2013년 영화 《남쪽으로 튀어》 ... 공안실장 역
- 2013년 영화 《관상》 ... 뇌물관리 2 역
- 2013년 영화 《캐치미》 ... 닥터 리 담당의사 역
- 2014년 영화 《몬스터》 ... 시골경장 역
- 2014년 영화 《황제를 위하여》 ... 브로커 역
- 2014년 영화 《터널 3D》 ... 탄광 주인 역
- 2014년 영화 《제보자》 ... 병원장 역
- 2014년 영화 《마이너클럽》 ... DJ 역
- 2015년 영화 《따라지: 비열한 거리》 ... 민 형사 역
- 2015년 영화 《메이드 인 차이나》 ... 장 사장 역
- 2015년 영화 《베테랑》 ... 화물 기사 2 역
- 2015년 영화 《내부자들》 ... 수석기사 3 역
- 2015년 영화 《대호》 ... 유 포수 역
- 2016년 영화 《4등》 ... 박 감독 역
- 2016년 영화 《비밀은 없다》 ... 도 의원 1 역
- 2016년 영화 《언니가 죽었다》 ... 재명 역
- 2017년 영화 《브이아이피》 ... 북한 보안성 간부 역
- 2017년 영화 《반드시 잡는다》 ... 고 형사 역
- 2017년 영화 《메리 크리스마스 미스터 모》 ... 만제 역
- 2018년 영화 《골든 슬럼버》 ... 황 국장 역
- 2018년 영화 《죄 많은 소녀》 ... 김 형사 역
- 2018년 영화 《봄이가도》 ... 상원 역
- 2018년 영화 《명당》 ... 구용식 역
- 2018년 영화 《영주》 ... 상문 역
- 2018년 영화 《마약왕》 ... 김 반장 역
- 2019년 영화 《말모이》 ... 김두봉 역
- 2019년 영화 《돈》 ... 스프레드 거래 주문자 역
- 2019년 영화 《악인전》 ... 허상도 역(동수의 친구)
- 2019년 영화 《비스트》 ... 한민태 역
- 2019년 영화 《윤희에게》 ... 인호 역(우정출연)
- 2019년 영화 《나를 찾아줘》 ... 홍 경장 역
- 2019년 영화 《속물들》 ... 유지현 역
- 2020년 영화 《야구소녀》 ... 김 단장 역
- 2020년 영화 《소리도 없이》 ... 창복 역
- 2021년 영화 《비밀의 정원》 ... 창섭 역
- 2021년 영화 《킹메이커》 ... 김영호 역
- 2021년 영화 《비광》
- 2022년 영화 《소방관》
- 2022년 영화 《외계+인》 ,,, 로봇 썬더 목소리 역
- 2022년 영화 《헌트》 ... 최규창 역
- 2023년 영화 《왕을 찾아서》
- 2024년 영화 《행복의 나라》 ... 전상두 역
- 2024년 영화 《결혼, 하겠나?》 ... 경비원 역
- 2024년 영화 《소방관》 ... 인기 역
- 2024년 영화 《하얼빈》 ... 최재형 역
- 2025년 영화 《고독한 미식가 더 무비》 ... 출입국 심사관 역

### 드라마
- 《KBS 드라마 스페셜 - 마지막 후뢰시맨》(2010년, KBS2) - 의사 역
- 《두근두근 달콤》(2011년, KBS2)
- 《내 딸 꽃님이》(2011년~2012년, SBS) - 백 기자 역
- 《빛과 그림자》(2011년, MBC) - 영화감독 역
- 《청담동 살아요》(2011년, JTBC) - PD 역
- 《더킹 투하츠》(2012년, MBC) - PD 역
- 《천사의 선택》(2012년, MBC) - PD 역
- 《지운수대통》(2012년, TV조선) - 민서 아빠 역
- 《신의 퀴즈 3》(2012년, OCN) - 이 선생 역
- 《특수사건 전담반 TEN 2》(2013년, OCN) - 심부름센터 사장 역
- 《칼과 꽃》(2013년, KBS2) - 길부 역
- 《굿 닥터》(2013년, KBS2) - 묻지마 살인범 역
- 《응답하라 1994》(2013년, tvN) - 정우의 담임 / 과외교사 역
- 《시월의 어느 멋진 날에》(2014년, SBS) - 과수원 박씨 역
- 《개과천선》(2014년, MBC) - 산호 변호사 역
- 《KBS 드라마 스페셜 - 부정주차》(2014년, KBS2) - 김병갑 역
- 《엔젤 아이즈》(2014년, SBS) - 선우 역
- 《오늘도 청춘》(2014년, VTV)
- 《미생》(2014년, tvN) - 공장 직원 역
- 《파랑새의 집》(2015년, KBS2) - 임 실장 역
- 《미세스 캅》(2015년, SBS) - 공범 역
- 《응답하라 1988》(2015년, tvN) - 류재명 역
- 《욱씨남정기》(2016년, JTBC) - 조동규 역
- 《굿 와이프 》(2016년, tvN) - 손동욱 역
- 《질투의 화신》(2016년, SBS) - 엄기대 역
- 《화랑》(2016년, KBS2) - 파오 역
- 《힘쎈여자 도봉순》(2017년, JTBC) - 도칠구 역
- 《비밀의 숲》(2017년, tvN) - 이창준 역
- 《슬기로운 감빵생활》(2017년, tvN) - 변호사 역
- 《세상에서 가장 아름다운 이별》(2017년, tvN) - 김근덕 역
- 《라이프》(2018년, JTBC) - 주경문 역
- 《탁구공》(2018년, JTBC) - 김득환 역
- 《하늘에서 내리는 일억 개의 별》(2018년, tvN) - 양경모 역
- 《자백》(2019년, tvN) - 기춘호 역
- 《국민 여러분!》(2019년, KBS2) - 강수일 역
- 《1979, 부마》(2019년, KBS1) - 유재명 본인 역
- 《이태원 클라쓰》(2020년, JTBC) - 장대희 역
- 《빈센조》(2021년, tvN) - 홍유찬 역
- 《타임즈 》(2021년, OCN) - 김진철 역
- 《홈타운》(2021년, tvN) - 최형인 역
- 《소년심판》(2022년, Netflix) - 엄준기 역(특별출연)
- 《안나라수마나라》(2022년, Netflix) - 나일등의 아버지 역
- 《인사이더》(2022년, JTBC) - 노영국 역
- 《도적 : 칼의 소리》(2023년, Netflix) - 최충수 역
- 《삼식이 삼촌》(2024년, Disney+) - 장두식 역
- 《노 웨이 아웃 : 더 룰렛》(2024년, U+모바일TV, Disney+) - 김국호 역
- 《북극성》(2025년, Disney+) - 유운학 역
- 《넉 오프》(미정, Disney+) - 김만식 역

### 웹예능
- 《나영석의 와글와글》(2024년) - 게스트

### 연극
- 1997년 《서툰 사람들》
- 2008년 《어떤 싸움의 기록》[8]
- 2013년 《그게 아닌데》[9]
- 2018년 《트라우마》

### 기타
- 2016년 문제적 남자[10]
- 2018년 JTBC 《김제동의 톡투유》[11]
- 2018년 MBC라디오 《FM 영화음악 한예리입니다》[12]

## 광고
- 2016년 광동제약 썬키스트 자몽소다(박보검)
- 2016년 정관장 홍삼정 에브리타(조정석, 이시언, 권혁수, 신혜선과 함께 출연)
- 2017년 현대자동차 쏘나타 하이브리드
- 2017년 엔씨소프트 리니지
- 2021년 hy 윌·엠프로3·쿠퍼스(한기범, 이준혁과 함께 출연)

## 홍보대사
- 2018년~ 푸른나무재단 청소년지킴이 홍보대사

## 수상 및 후보
| 연도 | 시상식                         | 부문                       | 작품                                | 결과 |
| ---- | ------------------------------ | -------------------------- | ----------------------------------- | ---- |
| 2017 | 한국영화를 빛낸 스타상         | 한국단편영화를 빛낸 스타상 | 빈칸                                | 수상 |
| 2018 | 제54회 백상예술대상            | TV부문 남자 조연상         | 비밀의 숲                           | 후보 |
| 2018 | 제6회 아시아태평양 스타 어워즈 | 남자 연기상                | 라이프                              | 수상 |
| 2020 | 제56회 백상예술대상            | TV부문 남자 조연상         | 이태원 클라쓰                       | 후보 |
| 2021 | 제57회 백상예술대상            | 영화부문 남자 조연상       | 소리도 없이                         | 후보 |
| 2021 | 제30회 부일영화상              | 남우조연상                 | 소리도 없이                         | 후보 |
| 2024 | 제10회 에이판 스타 어워즈      | 남자 연기상                | 삼식이 삼촌, 노 웨이 아웃 : 더 룰렛 | 후보 |
| 2025 | 제61회 백상예술대상            | 영화부문 남자 조연상       | 행복의 나라                         | 수상 |